# Couche de Kennelly–Heaviside

Couches de l' ionosphère. La couche Kennelly–Heaviside est la région E

La couche de Heaviside, ou couche de Kennelly–Heaviside, constitue une partie comprise entre 90 et 150 km de l'ionosphère terrestre (région E). Elle réfléchit les ondes radio dans la gamme VHF, permettant des liaisons trans-horizon.
Elle est nommée d'après Arthur Edwin Kennelly et Oliver Heaviside.

## Histoire
L'existence d'une couche atmosphérique permettant la réflexion des ondes radio observée par Guglielmo Marconi en 1901 a été expliquée indépendamment en 1902 par Arthur Edwin Kennelly et Oliver Heaviside. L'explication du phénomène est due à Edward Appleton en 1924. Cette découverte lui vaudra le prix Nobel de physique en 1947.
La caractérisation de la région E de l'ionosphère et le modèle standard IUT sont dus à Louis Miles Muggleton.